# The File on Thelma Jordon
The File on Thelma Jordon és una pel·lícula de l'any 1950 dirigida per Robert Siodmak i protagonitzada per Barbara Stanwyck i Wendell Corey.

## Argument
En el dia del seu cinquè aniversari de noces, Cleve Marshall (Wendell Corey), ajudant del fiscal del districte d'una petita ciutat californiana, s'adona que el seu matrimoni no rutlla. Aquella nit beu més del compte i coneix la bella Thelma Jordon (Barbara Stanwyck), que amaga un tèrbol i delictiu passat. Cleve se n'enamora i es fan amants. Tot es complica quan Thelma és acusada de l'assassinat d'una dona molt rica, Vera Edwards. Completament segur de la innocència de Thelma, l'ajudant del fiscal pren les cartes en l'assumpte, implicant-se més enllà del que és raonable.

## Context històric i artístic
The File on Thelma Jordon és de les menys conegudes però de les més apreciables pel·lícules rodades als Estats Units pel cineasta d'origen alemany Robert Siodmak. Servint-se d'un guió basat en una història de la novel·lista Marty Holland, Siodmak va saber mostrar les cartes ocultes del relat en els moments més pertinents. La pel·lícula estableix un calibre negre, negríssim, ajustant-se a les dimensions criminals, ètiques i dramàtiques dels personatges. A manera d'excel·lent faula moral sobre l'engany, hom veu com els tipus incauts i amb bona fe són assetjats i, a la fi, enxampats en una xarxa preparada per oportunistes i estafadors.
Concentra la trama el personatge de l'ambiciosa i delictiva Thelma Jordon, paper fet a mida de Barbara Stanwyck, actriu prou familiaritzada amb els rols de femme fatale. I és que només quatre anys abans havia rodat Double Indemnity (1944) amb el text de James M. Cain i sota les ordres de Billy Wilder. Amb la pel·lícula de Siodmak, l'actriu obté el doctorat en dones perverses, inescrutables i perilloses (en ésser preguntat per Barbara Stanwyck, Siodmak digué: "És una d'aquestes rares actrius que no es passen el dia mirant-se a l'espill."). Agosarada i enardidora, Barbara Stanwyck troba anivellada rèplica en la figura de Clevell Marshall (Wendell Corey), el crèdul, però no pas feble ajudant del fiscal. Ambdós personatges esdevenen molt adequats perquè aquesta sòrdida intriga policiaca funcioni amb clima sostingut, adequada ambigüitat i sense fissures destacables.
Assetjat per la cacera de bruixes de McCarthy i descontent amb les imposicions de la gran indústria cinematogràfica, aquest film fou el darrer de les contribucions de Robert Siodmak en el cinema negre estatunidenc, gènere al qual va lliurar una successió de títols incontestables.

## Frases cèlebres
| « | "Molt bé, jo la vaig matar. Des d'aquell racó. Però no sabia res del testament. Volia les joies per al Tony. Ella també estava armada i em va trobar al costat de la caixa. M'agradaria dir que no pretenia matar-la, però quan portes una arma, sempre comptes amb la possibilitat que hauràs d'emprar-la. Mira Cleve, tu vas ésser el cap de turc, ja des del principi." (Barbara Stanwyck com a Thelma) | » |

| « | Thelma Jordon: "Tony! M'has espantat!" Tony Laredo: "No era pas la meua intenció. No m'agrada ésser un espia." | » |

## Curiositats
- Els infants que actuen com els fills de Wendell Corey a la pel·lícula són els seus fills en la vida real.[3]
- Aquest film és de domini públic i d'ús lliure als Estats Units.[3]
- El germà gran de Barbara Stanwyck, Malcolm Byron (Bert) Stevens, també actua a la pel·lícula com a ajudant de la defensa al tribunal.[3]

## Errades del film
- Cleve Marshall s'asseu a taula davant Miles Scott i diu: "No puc parlar fins que no begui una altra vegada.". Scott agafa l'ampolla de whisky i lleva el tap abans de passar-la-hi, a Cleve. Cleve Marshall agafa l'ampolla i torna a llevar el tap.[4]